# Knightwood
Knightwood – wieś w Anglii, w hrabstwie Hampshire. Leży 9 km na południe od miasta Winchester i 106 km na południowy zachód od Londynu.